# 이글리드

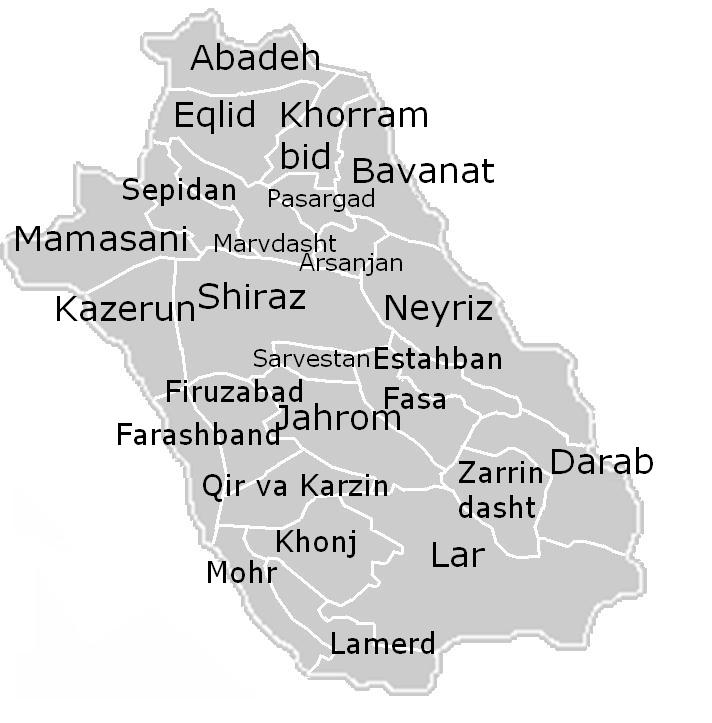
파르스 주

에글리드는 이란 파르스주의 도시이다. 시라즈와 이스파한 사이에 있다. 에글리드의 인구는 약 5만으로 추산된다. 에그리드는 자그로스 산맥에 가까워서 이란의 도시들 중에서 해발고도가 높은 편이다. (2250 미터). 사막 도시 아바르쿠와 가까워서 산과 사막의 경계에 위치한 도시이다. 그곳은 메마르고 추운 기후를 지니며 산의 약간은 연중 눈으로 덮여 있다. 농업 도시로 밀과 보리, 감자 그리고 포도, 호도, 사과 배등의 과수가 자란다.
아케메네스 제국 시절에 그 이름은 아자르가르타였다. 이글리드의 이름은 켈리드에서 나왔다. 페르시아어로 열쇠를 의미한다. 근래에 이르기까지 그곳은 켈릴이라 불렸다. 그곳은 파르스 특히 페르세폴리스로 들어가는 관문이다. 페르시아 왕도가 그곳을 지나갔다.
전설에 따르면 에글리드는 삼형제 엘리아스, 아슬람과 오르잠에 의해 건설되었다. 그곳에는 세 성이 이웃하는데 3형제의 이름을 따라서 지어졌다.
에글리드는 이슬람 이전의 역사적인 유적을 지닌다.도시의 중심에는 자메 모스크가 있다.